# Josef Pekař
Josef Pekař (Turnov, 12 aprile 1870 – Praga, 23 gennaio 1937) è stato uno storico ceco nato nell'allora Impero austro-ungarico.

## Biografia
Diplomatosi in una scuola superiore di Mladá Boleslav, che prenderà poi il suo nome, Pekař studia storia a Praga. Inizia la sua carriera di storico già durante gli studi, quando un suo articolo pubblicato sulla rivista universitaria Athenaeum di Tomáš Garrigue Masaryk, comprovato da reperti storici, dimostrò che quello chiamato Manoscritto di Králův Dvůr (in ceco Rukopis královédvorský), risalente con probabilità al XIII secolo, la cui autenticità aveva da molto tempo portato delle controversie nella società ceca, era un falso, una contraffazione.
Ottiene la laurea all'università Carolina nel 1893, con la tesi La candidatura di Ottocaro II al trono tedesco. Dopo gli studi, trascorre un anno tra le università di Erlangen e Berlino (Germania), prima di tornare in territorio boemo, prima a Mladá Boleslav e poi a Praga, insegnando nelle scuole superiori. Nel 1895 fonda la rivista storica ceca, che dirige per una trentina d'anni. In questo periodo scrive La storia della congiura di Wallenstein ("Dějiny valdštejnského spiknutí") e decide di rispondere a un articolo anti-ceco scritto da Theodor Mommsen, uno storico tedesco, dimostrando l'importanza della cultura ceca per l'Europa; la sua risposta è pubblicata diverse volte e tradotta in più lingue. Da quel momento, Pekař diviene un'autorità riconosciuta tra gli storici mitteleuropei. Nel 1901, è nominato professore all'università Carolina.
Nel 1903, con la pubblicazione La più antica cronaca ceca ("Nejstarší kronika česká"), lo storico prova che quella che era definita leggenda di Kristián (testi latini circa le origini del cristianesimo nelle terre ceche e i primi santi cechi, Santa Ludmilla e San Venceslao), la cui origine era posta nel XIII secolo da Josef Dobrovský, in realtà risaliva al decimo secolo (forse anche prima del 994).
Nel 1912 scrive e pubblica la filosofia ceca di Masaryk: in questo libro difende se stesso e la scuola positivista di Jaroslav Goll contro gli attacchi degli scrittori che parteggiavano per Masaryk, il politico e storico Jan Herben e critica il metodo storiografico di Masaryk, rifiutandone l'affermazione, e contro il significato della storia ceca, che per Masaryk è costituito da un'idea religiosa di umanità. Inizia così una lunga polemica tra lui e Masaryk sulla storia della Boemia: secondo Pekař infatti la nazione boema nasce da una continuità arrivata dall'epoca barocca
Jan Žižka e la sua epoca ("Jan Žižka a jeho doba"), scritta tra il 1927 e il 1933, è la sua ultima opera di rilievo.
Nel 1931-1932 è eletto rettore dell'università Carolina. Era un membro della società reale ceca delle Scienze.

## Opere
- Nejstarší kronika česká (Praha 1903)
- Kniha o Kosti I.–II. (Praha 1909–1911, Praha 1935, Praha 1942, Praha 1970, Praha 1998)
- České katastry 1654–1789 (Praha 1915, Praha 1932)
- Dějiny československé (Praha 1921, Praha 1991)
- Bílá Hora (Praha 1921)
- Tři kapitoly z boje o sv. Jana Nepomuckého (Praha 1921)
- Svatý Václav. In Svatováclavský sborník. (1934)
- Masarykova česká filosofie, Historický klub, (Praha 1927)
- O smyslu českých dějin (Praha 1929)
- Žižka a jeho doba I.–IV. (Praha 1927–1933; Praha 1992)
- Valdštejn I.–II. (Praha 1934, Praha 2008)
- Zprávy pramenů o boji na hoře Vítkově 14. července 1420. (1926)
- Postavy a problémy českých dějin (1990)
- Světová válka. Nakl Vesmír v Karlíně (1921)